# Æ
Æ ou æ (chamado em Inglês antigo de æsc, pronunciado [æʃ]) é uma letra vogal que deriva de uma ligadura de a com e, mas que hoje é considerada uma letra por si só no dinamarquês, feroês, islandês e norueguês. Alguns textos medievais ou mais recentes, também usam a ligadura a+e em latim para denotar o ditongo [ae̯] e no inglês britânico para denotar o e longo [iː], como em encyclopædia, embora os próprios romanos usassem, em seu lugar, o dígrafo AE, e nunca a forma ligada.

## No Alfabeto Fonético Internacional
O símbolo [æ] também é usado, sempre em letras minúsculas, no alfabeto fonético internacional para denotar vogal anterior quase aberta não arredondada, por exemplo, para a palavra half: hæf, representando assim a pronúncia desta palavra em muitos dialetos do Inglês, principalmente do Inglês falado nos E.U.A.

## Francês
No alfabeto francês moderno, æ é usado para soletrar empréstimos latinos e gregos, como tænia e ex æquo. Foi mencionado na canção Elaeudanla Téïtéïa de Serge Gainsbourg (por exemplo, "L, A, E dans l'A, T, I, T, I, A"), que é a grafia em francês do nome Lætitia.

## Inglês
O nome Ælfgyva, na tapeçaria de Bayeux.
Em inglês, o uso da ligadura varia entre diferentes lugares e contextos, mas é bastante raro. Na tipografia moderna, se as limitações tecnológicas tornam o uso de æ difícil (como no uso de máquinas de escrever, telégrafos ou ASCII), o dígrafo ae é freqüentemente usado em seu lugar.
Nos Estados Unidos, a questão da ligadura é contornada em muitos casos pelo uso de uma grafia simplificada com "e", como aconteceu com œ também.
Dada a sua longa história, as ligaduras às vezes são usadas para mostrar o arcaísmo ou em citações literais de fontes históricas; por exemplo, nesses contextos, palavras como daemon e éter são frequentemente escritas dessa forma; sendo inclusive válido notar que nem sempre a palavra original fosse escrita com æ em sua forma arcaica, como por exemplo cæsar, uma vez que os romanos escreviam "ae" como letras separadas.
A ligadura é vista em lápides do século 19, abreviação de ætate ("na idade (de)"): "Æ xxYs, yyMs, zzDs." Também é comum [carece de fontes] na tipografia formal (convites, resoluções, anúncios e alguns documentos governamentais).
No inglês antigo, æ representava um som entre a e e (/ æ /), muito parecido com o a curto de gato em muitos dialetos do inglês moderno. Se vogais longas são distinguidas de vogais curtas, a versão longa / æː / é marcada com um mácron (ǣ) ou, menos comumente, um agudo (ǽ). [Também carece de fontes]

## Uso em outras línguas
Nas línguas em que é usado atualmente, o æ tem os seguintes sons:
- Em dinamarquês, possui vários sons dependendo do contexto fonêmico. Entre os sons que pode possuir, estão [ɛ], [æ] (antes de r) e [ɑ] (depois de r)
- Em faroês, possui o som [ɛa] quando longo e [a] quando curto.
- Em islandês, possui o som [ai]
- Em norueguês, possui o som de [æ]
- Em latim existem várias pronúncias possíveis. Na pronúncia eclesiástica, æ é pronunciado como "é", por exemplo, se pronuncia Cæsar (César) como "Tchésar". Na pronúncia reconstituída do latim clássico, por sua vez, o som do caractere æ é "ái", então na palavra Cæsar (César) a pronúncia é "Cáissar" — um dos indícios disso é o termo alemão "Kaiser" (imperador), cuja origem direta é Caesar (ou Cæsar).
- Na língua Muchik, uma língua morta falada pelos mochicas do antigo Peru, e que atualmente se está resgatando graças a estudos e ensino em algumas escolas o æ tem som de [eu] .

## Uso em computadores
- No Windows, deve-se utilizar Alt+0230 para æ e Alt+0198 para Æ. Pode ser escrita também utilizando Alt+145 para æ ou Alt+146 para Ӕ, em sistemas legados de IBM437, como o MS-DOS .
- No Linux, deve-se utilizar AltGr + a para æ e AltGR + A (AltGr + Shift + a)para Æ .
- No MacOS, deve-se utilizar Option + ' para æ e Shift + Option + ' para Æ .